# Flavonoide

Formula estrutural da flavona

Flavonoides (ou bioflavonoides) é a designação dada a um grande grupo de metabólitos secundários da classe dos polifenóis, componentes de baixo peso molecular encontrados em diversas espécies vegetais. Os diferentes tipos de flavonóides são encontrados em frutas, flores e vegetais em geral, assim como no mel e em alimentos processados como chá e vinho. É um composto que pode aumentar a duração da vida de Caenorhabditis elegans.

## Biossíntese
Os flavonóides são produtos de origem biossintética mista. Eles são biossintetizados através da rota (ou via) do ácido xiquímico (ou xiquimato) e também do acetato (acetil coenzima A). A via do ácido xiquímico origina o ácido cinâmico e seus derivados (ácidos cafeico, ferúlico, sinápico, etc.) com nove átomos de carbono (ou C6C3), na forma de coenzima A; e a via do acetato origina um tricetídeo com seis átomos de carbono. A condensação de um destes derivados de ácido cinâmico com o tricetídeo gera uma chalcona com quinze átomos de carbono, que é o precursor de toda a classe dos flavonóides. A partir da chalcona, todos os demais derivados flavonoídicos são formados.

## Classificação
Mais de cinco mil compostos flavonóides que ocorrem na natureza foram descritos e classificados a partir de suas estruturas químicas, em especial com relação ao grau de oxidação no anel C. Subdividem-se nos grupos a seguir:
- chalconas,
- flavonas,
- flavanonas,
- flavonóis,
- diidroflavonóis,
- isoflavonas,
- antocianinas e antocianidinas,
- auronas.

Os flavan-3-óis ou flavan-3,4-dióis, ou catequinas, derivados de flavonóides, originam os diversos tipos estruturais da classe dos taninos condensados, os quais são encontrados em diversas fontes, como o chá [Camellia sinensis (L.) Kuntze, família Theaceae], açaí (Euterpe oleracea Mart., Arecaceae), cacau (Theobroma cacao L., família Sterculiaceae) e barbatimão [Stryphnodendron adstringens (Mart.) Coville, família Fabaceae], dentre muitas outras, sejam plantas alimentícias ou medicinais.

## Ocorrência e distribuição
Os flavonóides são uma das classes de metabólitos secundários mais abundantes no reino vegetal. Geralmente ocorrem nas partes aéreas de plantas de diferentes ecossistemas do mundo todo, estando ausentes apenas em organismos marinhos. Isoflavonas tem distribuição bem mais restrita, ocorrendo principalmente na família Fabaceae, sendo abundante na soja (Glycine max Merr.). Antocianinas e antocianidinas são abundantes em frutos com cor vermelho-escuro ou vinho, como jambolão [Eugenia jambolana (L.) Skeels, família Myrtaceae].

## Ação biológica
Um dos benefícios do consumo de frutas e outros vegetais é geralmente atribuído aos flavonóides, uma vez que a esta classe de substâncias são atribuídos diversos efeitos biológicos que incluem, entre outros: ação anti-inflamatória, hormonal, anti-hemorrágica, antialérgica e anticâncer. São ainda responsáveis pelo aumento da resistência capilar e também denominados de fator P ou substância P, auxiliando na absorção da vitamina C. Entretanto, o efeito mais importante é a propriedade antioxidante.[carece de fontes?]
Tanto a indústria como pesquisadores e consumidores têm demonstrado grande interesse nos compostos flavonóides pelo potencial de seu papel na prevenção do câncer e doenças cardiovasculares devido às suas propriedades antioxidantes.
Diversas plantas medicinais possuem flavonóides dentre seus constituintes químicos, sendo que exemplos importantes são o ginco (Ginkgo biloba L., família Ginkgoaceae), o maracujá (Passiflora incarnata L., P. edulis Sims. e P. alata Curtis, família Passifloraceae) e espécies do gênero Citrus.